# Anisia macroptera
Anisia macroptera är en tvåvingeart som beskrevs av Wulp 1890. Anisia macroptera ingår i släktet Anisia och familjen parasitflugor. Inga underarter finns listade i Catalogue of Life.